# Fed Cup 2016 – zóna Asie a Oceánie
Zóna Asie a Oceánie Fed Cupu 2016 byla jednou ze tří zón soutěže, kterých se účastnily státy ležící v daných regionech, v tomto případě týmy ze států nacházejících se na asijském kontinentu a v Oceánii. Do soutěže zóny nastoupilo 19 družstev, z toho osm účastníků hrálo v 1. skupině a dalších jedenáct pak ve 2. skupině. Součástí herního plánu byly také dvě baráže.

## 1. skupina
- Místo konání: Hua Hin Centennial Sports Club, Hua Hin, Thajsko (tvrdý, venku)
- Datum: 3.–6. února 2016
- Formát: Osm týmů bylo rozděleno do dvou čtyřčlenných bloků A a B, v nichž každé družstvo odehrálo tři zápasy se zbylými účastníky. Vítězové obou bloků se utkali v zápase o postup do baráže o Světovou skupinu II pro rok 2017. Poslední družstva bloků sehrála zápas o udržení. Poražený pak sestoupil do 2. skupiny zóny Asie a Oceánie pro rok 2017.

### Bloky
|    | Blok A           | JPN | THA | IND | UZB |
| 1. | Japonsko (2–1)   |     | 2–1 | 2–1 | 1–2 |
| 2. | Thajsko (2–1)    | 1–2 |     | 3–0 | 3–0 |
| 3. | Indie (1–2)      | 1–2 | 0–3 |     | 3–0 |
| 4. | Uzbekistán (1–2) | 2–1 | 0–3 | 0–3 |     |

|    | Blok B            | TPE | CHN | KAZ | KOR |
| 1. | Tchaj-wan (3–0)   |     | 2–1 | 2–1 | 2–1 |
| 2. | Čína (2–1)        | 1–2 |     | 3–0 | 2–1 |
| 3. | Kazachstán (1–2)  | 1–2 | 0–3 |     | 3–0 |
| 4. | Jižní Korea (0–3) | 1–2 | 1–2 | 0–3 |     |

### Baráž
| Pořadí      | tým bloku A | výsledek | tým bloku B |
| ----------- | ----------- | -------- | ----------- |
| Postup      | Japonsko    | 1–2      | Tchaj-wan   |
| 3.–4. místo | Thajsko     | 1–2      | Čína        |
| 5.–6. místo | Indie       | 3–0      | Kazachstán  |
| Sestup      | Uzbekistán  | 0–3      | Jižní Korea |

Výsledek
- Tchaj-wan postoupil do baráže o účast ve Světové skupině II pro rok 2017,
- Uzbekistán sestoupil do 2. skupiny zóny Asie a Oceánie pro rok 2017.

## 2. skupina
- Místo konání: Hua Hin Centennial Sports Club, Hua Hin, Thajsko (tvrdý, venku)
- Datum: 11.–16. dubna 2016
- Formát: Jedenáct týmů bylo rozděleno do dvou bloků A a B. První blok měl dva účastníky a zbylé tři po třech členech. Vítězové bloků se utkali o postupové místo do 1. skupiny zóny Asie a Oceánie pro rok 2017. Družstva, která skončila vždy na stejných pozicích obou bloků, sehrála vzájemný zápas o konečné umístění ve skupině.

### Bloky
|    | Blok A                  | PHI | HKG | POC | IRI | BHR |
| 1. | Filipíny (4–0)          |     | 2–1 | 2–1 | 3–0 | 2–0 |
| 2. | Hongkong (3–1)          | 1–2 |     | 2–1 | 2–0 | 3–0 |
| 3. | Pacifická Oceánie (2–2) | 1–2 | 1–2 |     | 3–0 | 3–0 |
| 4. | Írán (1–3)              | 0–3 | 0–2 | 0–3 |     | 3–0 |
| 5. | Bahrajn (0–4)           | 0–2 | 0–3 | 0–3 | 0–3 |     |

|    | Blok B           | SIN | MAS | INA | SRI | PAK | KGZ |
| 1. | Singapur (4–1)   |     | 2–1 | 2–1 | 2–1 | 2–1 | 1–2 |
| 2. | Malajsie (4–1)   | 1–2 |     | 2–1 | 3–0 | 3–0 | 3–0 |
| 3. | Indonésie (3–2)  | 1–2 | 1–2 |     | 3–0 | 3–0 | 3–0 |
| 4. | Srí Lanka (2–3)  | 1–2 | 0–3 | 0–3 |     | 2–0 | 3–0 |
| 5. | Pákistán (1–4)   | 1–2 | 0–3 | 0–3 | 0–2 |     | 3–0 |
| 6. | Kyrgyzstán (1–4) | 2–1 | 0–3 | 0–3 | 0–3 | 0–3 |     |

### Baráž
| Pořadí       | tým bloku A       | výsledek | tým bloku B |
| ------------ | ----------------- | -------- | ----------- |
| Postup       | Filipíny          | 2–0      | Singapur    |
| 3.–4. místo  | Hongkong          | 2–1      | Malajsie    |
| 5.–6. místo  | Pacifická Oceánie | 0–2      | Indonésie   |
| 7.–8. místo  | Írán              | 1–2      | Srí Lanka   |
| 9.–10. místo | Bahrajn           | 0–3      | Pákistán    |
| 11. místo    | —                 | —        | Kyrgyzstán  |

Výsledek
- Filipíny postoupily do 1. skupiny zóny Asie a Oceánie pro rok 2017.